# Nothria hispanica
Nothria hispanica är en ringmaskart. Nothria hispanica ingår i släktet Nothria och familjen Onuphidae. Inga underarter finns listade i Catalogue of Life.